# 尖基木藜芦
尖基木藜芦（学名：Leucothoe griffithiana）为杜鹃花科木藜芦属下的一个种。

## 扩展阅读
- 維基物種上的相關：尖基木藜芦